# José Alanís
José Milton Alanís Quintero, conocido como «Pepe Veneno» (Montevideo, 17 de junio de 1939 - Montevideo, 19 de julio de 2014), fue un murguista, poeta y artista plástico uruguayo. En 1969 fundó junto a sus hermanos la murga La soberana.

## Biografía
Conocido como «Pepe Veneno», nació en el barrio montevideano de La Aguada, pero se crio en el barrio Belvedere, al que sus padres se mudaron y donde se vinculó al ambiente carnavalero.
En los años 1960 formó parte del elenco del grupo Teatro Universitario, nucleado en torno al teatro Victoria. De esa época son sus primeras letras para agrupaciones murgueras como La Farola, Los amantes al engrudo, La Nueva Ola, Nueva Milonga, y otras.
Junto con sus hermanos César, Darwin y Luis, fundó en 1969 la murga La soberana. Pero siguió aportando letras para otras murgas como La Celeste, La Bohemia, Araca la Cana, Diablos Verdes, Momolandia, La que Vuelve, Don Timoteo y los humoristas Jardineros de Harlem.
Después del golpe de Estado de 1973, la murga La soberana fue prohibida, y Alanís estuvo tres años preso hasta que dos años después pudo exiliarse en Suecia, donde vivió hasta 2005.
En 2009, en el museo del Carnaval, presentó La murguez urbana, un libro de poesías que comenzó a escribir en su exilio en Suecia. Antes había publicado libros de poesía en ese país e incluso ilustró su primer libro: Perfiles de la sangre y sus caminos.
Fue declarado en 2011 Ciudadano Ilustre de la ciudad por parte de la Intendencia Departamental de Montevideo.
Integró la comisión directiva y la de cultura de DAECPU. Si bien en sus últimos años esta actividad lo alejó de los escenarios carnavaleros, también se dedicó a escribir y compuso tres temas para Yambo Kenia, entre ellos el Candombe de la Fonoplatea, además de coordinar aspectos del espectáculo de esta comparsa carnavalera.

## Obra
- 1985, Perfiles de la sangre y sus caminos (Miscelánea Sueca. Estocolmo)
- 1993, Yo casi poeta (Rinkeby. Arash)
- 1993, Poemas de la libreta (Rinkeby. Anash)
- 1998, Libro de las trilogías (Malmö. Siesta)
- 2009, La murguez urbana